# Třída Banff
Třída Banff byla lodní třída britských protiponorkových šalup z období druhé světové války. Původně se jednalo o kutry americké pobřežní stráže třídy Lake, specializované na službu v severním Atlantiku, které byly po vypuknutí války zapůjčeny Velké Británii. Celkem bylo postaveno 10 jednotek této třídy. Za druhé světové války byly tři potopeny a ostatní později vyřazeny.

## Stavba
Celkem bylo v letech 1928–1932 postaveno 10 kutrů této třídy. Šest postavila loděnice Bethlehem v Quincy a čtyři loděnice General Engineering v Alamedě.
Jednotky třídy Banff:
| Jméno                                      | Založení kýlu | Spuštěna | Vstup do služby | Status |
| ------------------------------------------ | ------------- | -------- | --------------- | --- |
| HMS Culver (Y87, ex WPG49 Mendota)         | 1928          | 1928     | březen 1929     | Dne 31. ledna 1942 byla v severním Atlantiku potopena německou ponorkou U-105.                                             |
| HMS Fishguard (Y59, ex WPG47 Tahoe)        | 1927          | 1928     | říjen 1928      | Vrácena 1946, vyřazena. |
| HMS Hartland (Y00, ex WPG46 Pontchartrain) | 1927          | 1928     | říjen 1928      | Nasazena do operace Torch. Dne 8. listopadu 1942 byla v Oranu potopena palbou francouzských pobřežních baterií a plavidel. |
| HMS Lulworth (Y60, ex WPG45 Chelan)        | 1927          | 1928     | srpen 1928      | Vrácena 1946, vyřazena. |
| HMS Sennen (Y21, ex WPG48 Champlain)       | 1928          | 1928     | leden 1929      | Vrácena 1946, vyřazena. |
| HMS Banff (Y43, ex WPG52 Saranac)          |               | 1930     | říjen 1930      | Vrácena 1946, vyřazena. |
| HMS Gorleston (Y92, ex WPG50 Itasca)       |               | 1929     | červenec 1930   | Vrácena 1946, vyřazena. |
| HMS Landguard (Y56, ex WPG53 Shoshone)     |               | 1930     | leden 1931      | Vyřazena. |
| HMS Totland (Y88, ex WPG54 Cayuga)         |               | 1931     | březen 1932     | Vrácena 1946, vyřazena. |
| HMS Walney (Y04, ex WPG51 Sebago)          |               | 1930     | září 1930       | Nasazena do operace Torch. Dne 8. listopadu 1942 byla v Oranu potopena palbou francouzských pobřežních baterií a plavidel. |

## Konstrukce

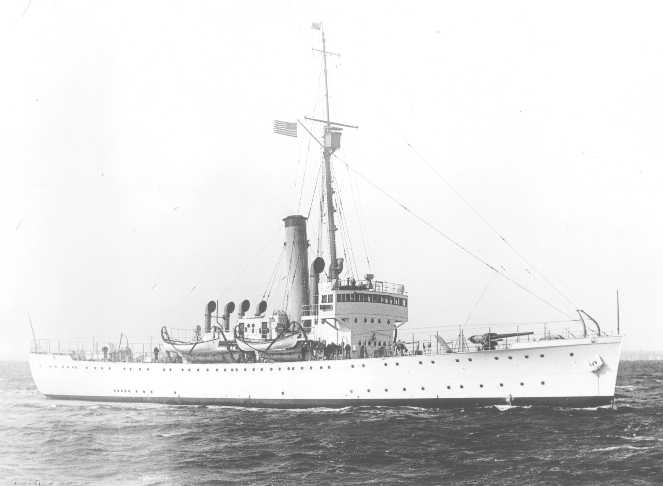
USCGC Tahoe

Plavidla nesla jeden 127mm kanón a čtyři 12,7mm kulomety. Pohonný systém o výkonu 3350 hp tvořily dva tříbubnové kotle Babcock & Wilcox a jedna turbína General Electric, pohánějící lodní šroub. Nejvyšší rychlost dosahovala 17 uzlů. Dosah byl 8000 námořních mil při rychlosti 8 uzlů.

### Modernizace

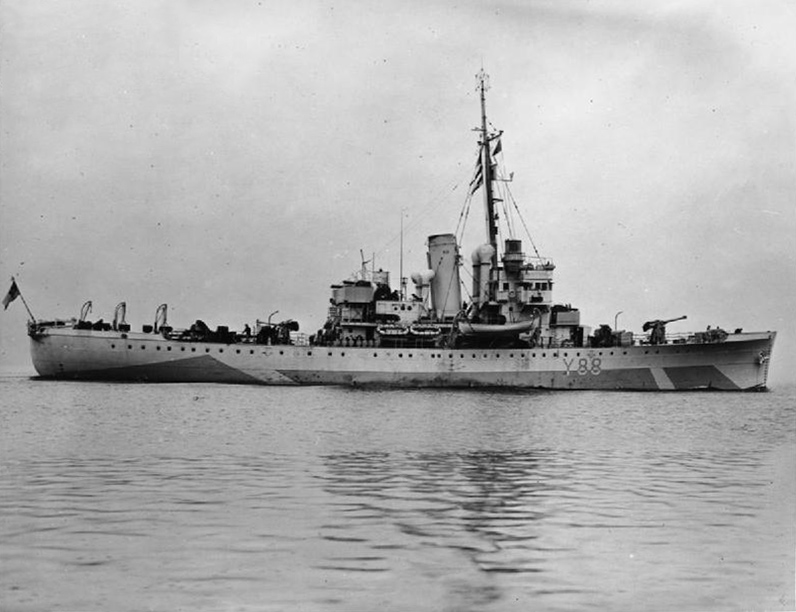
HMS Totland

Po převedení britskému námořnictvu byla plavidla upravena pro eskortní službu. Podoba jednotlivých plavidel se lišila, všechna však měla zesílenou výzbroj, sonar a hlubinné pumy, přičemž války byla část vybavena také účinným salvovým vrhačem Hedgehog. Výzbroj šalupy Banff v polovině roku 1941 tvořil jeden 127mm kanón, tři 76mm kanóny, čtyři 12,7mm kulomety a 100 hlubinných pum, vypouštěných ze dvou vrhačů a dvou skluzavek. V roce 1946 Banff nesla jeden 102mm kanón, tři 76mm kanóny, sedm 20mm kanónů Oerlikon, jeden vrhač Hedgehog a dále 100 hlubinných pum, vypouštěných ze dvou vrhačů a dvou skluzavek.

## Služba
Všech 10 kutrů bylo zařazeno do služby u americké pobřežní stráže. V období od dubna do června 1941 byla plavidla na základě zákona o půjčce a pronájmu zapůjčena britskému královskému námořnictvu. Pro eskortní službu musely být upraveny. Třída byla nasazena ve druhé světové válce. Tři šalupy byly ve válce ztraceny.